# Улица Вяйке-Клоостри
Улица Вя́йке-Кло́остри (эст. Väike-Kloostri tänav — букв. «Малая Монастырская улица») — короткая (77 метров) улица в историческом районе Старый город Таллина (Эстония), идёт от улицы Суур-Клоостри к улице Нунне.

## История
Название улицы связано с располагавшимся поблизости с 1249 по 1629 год женским цистерцианским монастырем Святого Михаила. После вхождения Таллина в состав Российской империи (1710) собор уже закрытого до того монастыря был передан Русской православной церкви, ныне это — Собор Спаса Преображения (в юрисдикции Эстонской православной церкви).
В царское время, в начале XIX века, упоминается такое название улицы как нем. Klostergasse; в конце XIX — начале XX века улица носила названия Малая Монастырская (нем. Kleine Klosterstraße, эст. Veike-Kloostre), Малая Соборная и Малая Систернская (нем. Kleine Cisternstraße).
В советское время, 27 июня 1950 года по 1 июля 1987 года, улица называлась Ва́кзали-пыйк (эст. Vaksali põik, с эст. Вокзальный переулок).

## Застройка улицы[4]
д. 1 — башня Нунна.

Угол с улицей Суур-Клоостри занимает здание спортивного комплекса гимназии Густава Адольфа.

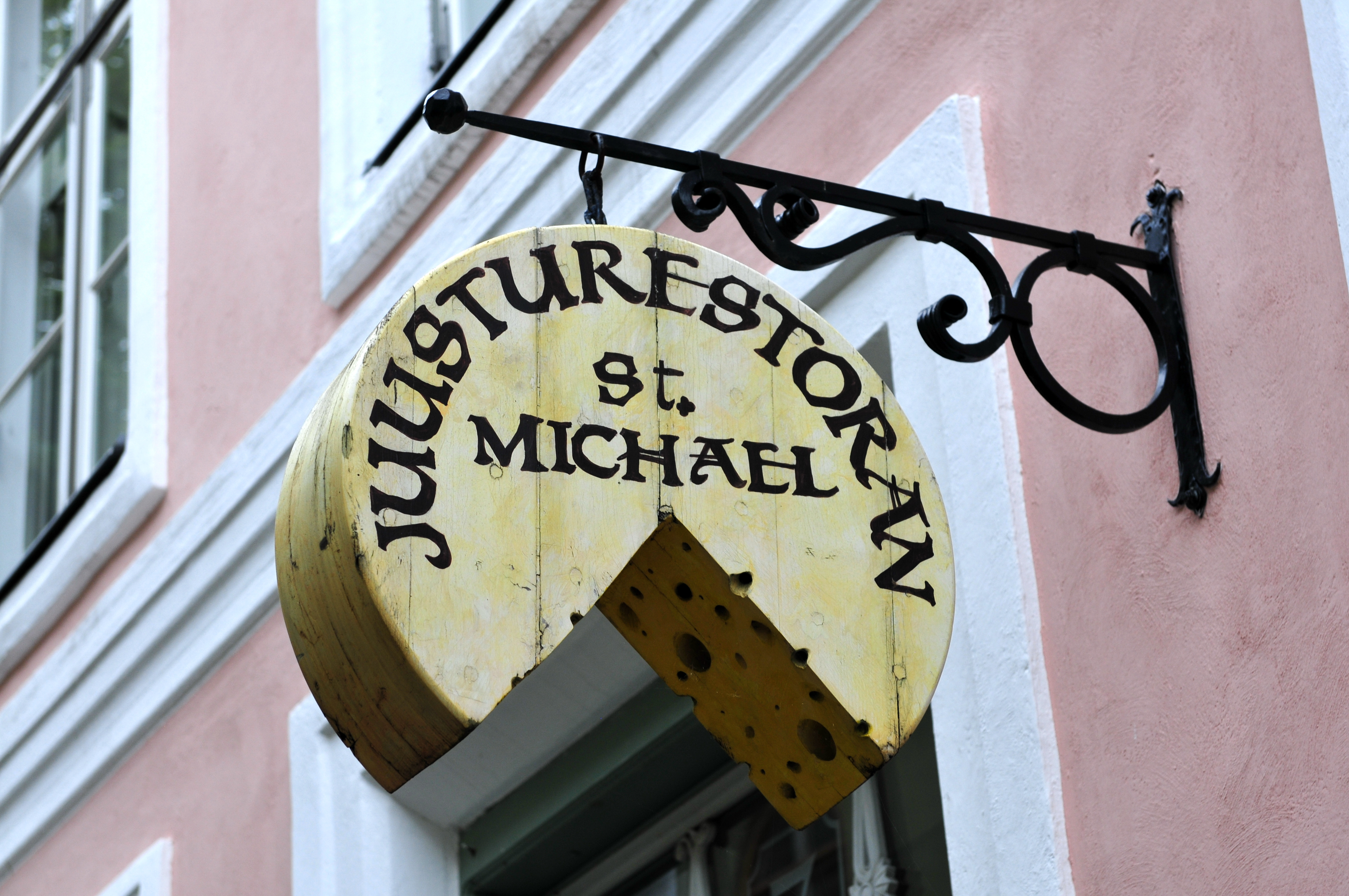